# Dyschoriste saltuensis
Dyschoriste saltuensis là một loài thực vật có hoa trong họ Ô rô. Loài này được Fernald mô tả khoa học đầu tiên năm 1898.